# 松平正明
松平 正明 （まつだいら まさあき） は、江戸時代中期の越前国福井藩家老。福井藩高知席松平家6代当主。27年間にわたって家老として藩政を主導した。

## 略歴
元禄16年（1703年）、松平正村の子として誕生。母は杉田三竹の娘。松平正恒は祖父。幼名金蔵。通称主馬、兵庫。初名正般。
正徳2年（1712年）11月、父・正村が死去。嫡男の金蔵が幼いため、隠居していた祖父・正恒が再相続した。享保9年（1724年）正桓の死去により家督と知行3000石を相続。享保20年（1735年）家老となる。松平宗矩、重昌、重富の3人の藩主に仕えた。宝暦12年（1762年）家老を辞職。
明和3年（1766年）隠居して家督を嫡男・正惟に譲る。同年8月没。俳諧師各務支考の門人としての文化人の側面も持ち、越前における獅子門俳諧の中心人物であった。